# エミリーアップジョン
エミリーアップジョン（Emily Upjohn、2019年3月8日 - ）は、イギリスの競走馬。主な勝ち鞍は2022年のブリティッシュチャンピオンズフィリーズ&メアズステークス、2023年のコロネーションカップ。

## 戦績

### 2歳（2021年）
11月23日ウルヴァーハンプトン競馬場の条件戦でロベルト・ハヴリンを背にデビューして初勝利を挙げる。2歳戦はこの1戦のみで終えた。

### 3歳（2022年）
4月22日サンダウン競馬場の条件戦でランフランコ・デットーリに乗り替わって出走して連勝する。
5月11日のミュージドラステークス(G3)では1番人気に支持されての出走。2番手から直線半ばで先頭に立つと、そのまま後続との差を広げて2着のライフオブドリームズに5馬身半差を付ける圧勝でグループ競走初制覇を果たした。
6月3日のオークスステークス(G1)に1番人気で出走。後方待機から大外に持ち出して猛追するも内を通って先に抜け出したチュースデーに短アタマ差で捕えれず2着。初黒星となった。
その後は7月16日のアイリッシュオークス(G1)に出走する予定だったが、搭乗する予定の飛行機がバードストライクのため間に合わず出走取消。7月23日のキングジョージ6世&クイーンエリザベスステークス(G1)に出走するも最下位に敗れた。
しばらく間を空けて10月15日のブリティッシュ・チャンピオンズ・フィリーズ&メアズステークス(G1)に1番人気で出走。中団馬群の外を追走して残り2ハロンから抜け出すと2着サンダーキスに3馬身差を付ける圧勝で待望のG1初制覇を果たした。

### 4歳（2023年）
6月2日のコロネーションカップ(G1)で1番人気で出走。5頭立ての最後方で待機して、直線で大外から進出を開始すると一気に先頭まで突き抜けて、追いすがるウエストオーバーに1馬身3/4差を付けて2度目のG1制覇を挙げた。7月8日に行われたエクリプスステークス(G1)では道中3番手追走から最後の直線でパディントンとの一騎打ちとなるも2着に敗れる。7月29日のキングジョージ6世&クイーンエリザベスステークス(G1)では後方2番手で脚を溜めるも直線で伸び切れず7着に終わる。

### 5歳（2024年）
3月30日に行われたドバイシーマクラシック(G1)では中団でレースを進めたが直線で伸び切れず5着。連覇をかけて挑んだ5月31日のコロネーションカップ(G1)では逃げるルクセンブルクをマークする形で追走するも4着に敗れて連覇はならなかった。6月29日のプリティーポリーステークス(G1)では中団追走からレース中盤で2番手まで押し上げ、直線で一旦は先頭に立つもブルーストッキングに差し切られ惜しくも2着。8月1日のナッソーステークス(G1)では見せ場なく6着に終わるも、8月22日のヨークシャーオークス(G1)では2番手追走から直線で抜け出しを図ったがコンテントとユーゴットトゥミーにかわされて3着になる。9月15日のヴェルメイユ賞(G1)は好位からしぶとく脚を伸ばしたが2戦続けての3着に敗れる。この後、アメリカに遠征し11月2日に行われたブリーダーズカップ・ターフ(G1)はスタートで出遅れ最後方からのレースとなって8着に終わり、このレースを最後に現役を引退した。

## 引退後
引退後の2025年より繁殖牝馬となり、初年度はフライトラインと交配された。その後、ノーザンファームに購入され、日本で繋養されることになった。

## 血統表
| エミリーアップジョンの血統 | エミリーアップジョンの血統   | エミリーアップジョンの血統 | （血統表の出典）       | （血統表の出典） |
| 父系                       | ダンジグ系                   | ダンジグ系                 | ダンジグ系             | [ § 2 ]          |
| 父 Sea the Stars 鹿毛 2006 | 父の父Cape Cross 黒鹿毛 1994 | Green Desert               | Danzig                 | Danzig           |
| 父 Sea the Stars 鹿毛 2006 | 父の父Cape Cross 黒鹿毛 1994 | Green Desert               | Foreign Courier        |                  |
| 父 Sea the Stars 鹿毛 2006 | 父の父Cape Cross 黒鹿毛 1994 | Park Appeal                | Ahonoora               | Ahonoora         |
| 父 Sea the Stars 鹿毛 2006 | 父の父Cape Cross 黒鹿毛 1994 | Park Appeal                | Balidaress             |                  |
| 父 Sea the Stars 鹿毛 2006 | 父の母Urban Sea 栗毛 1989    | Miswaki                    | Mr. Prospector         | Mr. Prospector   |
| 父 Sea the Stars 鹿毛 2006 | 父の母Urban Sea 栗毛 1989    | Miswaki                    | Hopespringseternal     |                  |
| 父 Sea the Stars 鹿毛 2006 | 父の母Urban Sea 栗毛 1989    | Allegretta                 | Lombard                | Lombard          |
| 父 Sea the Stars 鹿毛 2006 | 父の母Urban Sea 栗毛 1989    | Allegretta                 | Anatevka               |                  |
| 母 Hidden Brief 鹿毛 2006  | 母の父Barathea 鹿毛 1990     | Sadler's Wells             | Northern Dancer        | Northern Dancer  |
| 母 Hidden Brief 鹿毛 2006  | 母の父Barathea 鹿毛 1990     | Sadler's Wells             | Fairy Bridge           |                  |
| 母 Hidden Brief 鹿毛 2006  | 母の父Barathea 鹿毛 1990     | Brocade                    | Habitat                | Habitat          |
| 母 Hidden Brief 鹿毛 2006  | 母の父Barathea 鹿毛 1990     | Brocade                    | Canton Silk            |                  |
| 母 Hidden Brief 鹿毛 2006  | 母の母Hazaradjat 鹿毛 1989   | Darshaan                   | Shirley Heights        | Shirley Heights  |
| 母 Hidden Brief 鹿毛 2006  | 母の母Hazaradjat 鹿毛 1989   | Darshaan                   | Delsy                  |                  |
| 母 Hidden Brief 鹿毛 2006  | 母の母Hazaradjat 鹿毛 1989   | Hazy Idea                  | Hethersett             | Hethersett       |
| 母 Hidden Brief 鹿毛 2006  | 母の母Hazaradjat 鹿毛 1989   | Hazy Idea                  | Won't Linger           |                  |
| 母系(F-No.)                | Wagtail(FN:F21-a)            | Wagtail(FN:F21-a)          | Wagtail(FN:F21-a)      | [ § 3 ]          |
| 5代内の近親交配            | Northern Dancer：S4×M5       | Northern Dancer：S4×M5     | Northern Dancer：S4×M5 | [ § 4 ]          |
| 出典                       | 1. 2. 3. 4.                  | 1. 2. 3. 4.                | 1. 2. 3. 4.            | 1. 2. 3. 4.      |